# 友へ チング
『友へ チング』（、朝: 친구）は、2001年公開の韓国映画。

## 概要
釜山を舞台に4人の幼なじみの仲間が成長した後の悲劇を描く。日本でのキャッチフレーズは、ラストシーンにも登場するセリフ「俺たち、遠くに来すぎたよ」（映画では「――早く戻ろう」と続く）。
韓国での観客動員数818万1377人は後の1000万映画に破られるまで歴代一位であった。なお韓国国内ではR-18指定を受けている。
この映画のDVD版では音声選択に日本語吹き替えのほかに「関西弁吹き替え」がある。これはソウルに比べて釜山は方言の訛りが強いことから、日本語の標準語と関西弁の関係と対応させたものと考えられる。
2009年6月27日から8月30日までに、本作を元となったテレビドラマ『チング 〜愛と友情の絆〜』が、MBCで放送された。また、日本では2010年1月17日から5月30日までBSフジで放送された。

## キャスト
| 役名                     | 俳優             | 日本語吹替                                                                                              | 日本語吹替                                                                   | 日本語吹替 |
| 役名                     | 俳優             | 標準語                                                                                                  | 関西弁                                                                       | テレビ朝日版 |
| ------------------------ | ---------------- | --- | ---------------------------------------------------------------------------- | --- |
| イ・ジュンソク           | ユ・オソン       | 小山力也                                                                                                | 古田新太                                                                     | 西凛太朗 |
| ハン・ドンス             | チャン・ドンゴン | 家中宏                                                                                                  | 檀臣幸                                                                       | 小山力也 |
| チョン・サンテク         | ソ・テファ       | 置鮎龍太郎                                                                                              | 置鮎龍太郎                                                                   | 村治学 |
| キム・ジュンホ           | チョン・ウンテク | 高木渉                                                                                                  | 小野坂昌也                                                                   | 落合弘治 |
| ジンスク                 | キム・ボギョン   | ユンソナ                                                                                                | 松岡由貴                                                                     | 藤原美央子 |
| イ・ジュンソク(幼少期)   | ユ・ソンイル     | 浅野まゆみ                                                                                              | 瀧本富士子                                                                   | 宮里駿 |
| ハン・ドンス(幼少期)     | チョン・ヒリョン | 本田貴子                                                                                                | 片桐真衣                                                                     | 古澤龍之 |
| チョン・サンテク(幼少期) | キム・ジュンボム | 豊嶋真千子                                                                                              | 黒河奈美                                                                     | 関根直也 |
| キム・ジュンホ(幼少期)   | キム・ソンボク   | 坂本千夏                                                                                                | 前田ゆきえ                                                                   | 村上想太 |
| その他                   |                  | 山野井仁 池田勝 藤本譲 松岡由貴 伊藤和晃 遠藤純一 落合弘治 小西克幸 風間勇刀 斉藤次郎 重松朋 木村まどか | 若本規夫 山野史人 北村弘一 石井康嗣 一条和矢 大川透 真殿光昭 浦田優 西前忠久 | 林一夫 西村知道 山野史人 麦人 手塚秀彰 青山穣 竹村拓 多田野曜平 原沢勝広 蓮池龍三 青山桐子 斉藤梨絵 下山吉光 原田晃 駒谷昌男 矢野裕子 |
|                          |                  | |                                                                              | |
| 演出                     |                  | 市来満                                                                                                  | 市来満                                                                       | 鍛治谷功 |
| 翻訳                     |                  | 芝谷真由美                                                                                              | 芝谷真由美                                                                   | 久布白仁司 |
| 調整                     |                  | 上村利秋                                                                                                | 上村利秋                                                                     | 長井利親 |
| 編集                     |                  | |                                                                              | IMAGICA 箭内克彦 |
| 担当                     |                  | |                                                                              | 梶淳 |
| プロデューサー           |                  | |                                                                              | 濱田千佳 |
| 制作協力                 |                  | |                                                                              | 清宮正希 畑有希子 ViViA |
| 制作                     |                  | ニュージャパンフィルム                                                                                  | ニュージャパンフィルム                                                       | ブロードメディア |
| 初回放送                 |                  | |                                                                              | 2005年1月23日 『日曜洋画劇場』 |

- 標準語、関西弁ともにDVDに収録。Blu-rayには日本語吹替未収録

## その他
- 日本公開時、当時の日比谷みゆき座で公開されたことが一部話題になった。
- 日本公開時、初日三日間の全国動員数は約3万人だった。
- クァク・キョンテク（朝鮮語版）監督が、映画のモデルになった暴力団組長に揺すられて多額の謝礼を支払ったことが、映画公開後しばらく経ってから、韓国で報道された。